# Nahverkehr Göttingen
Die NahVerkehr Göttingen (NVG) betrieb bis September 2015 als Subunternehmer der Göttinger Verkehrsbetriebe (GöVB) den Busverkehr in der Stadt Göttingen.

## Geschichte der NahVerkehr Göttingen
Bei der Fa. Nahverkehr Göttingen GmbH (im Folgenden NVG) handelte es sich um eine in Göttingen ansässige Tochterfirma der Fa. BRUNDIG-REISEN aus Witzenhausen in Hessen. Die NVG wurde im Jahr 2003 alleinig zu dem Zweck gegründet, im Auftrage der Göttinger Verkehrsbetriebe (GöVB) Stadtbusverkehre in Göttingen durchzuführen.
Der NVG wurde durch die GöVB erstmals im April 2003 die Stadtbuslinie 6 komplett übertragen, Fahrten in Tagesrandlage wurden auch auf den Linien 5, 10 und 13 erbracht.
Im Laufe der Jahre bekam die NVG weitere Umläufe von der GöVB. Sie waren 2010 auf allen Linien anzutreffen. Nach der Umstellung des GöVB-Liniennetzes zum 1. November 2014 betrieb die NVG Fahrten auf allen neuen Linien, außer den Linien 23, 41 und 42, die Linien 50 und 80 betrieb sie ausnahmslos, wie auch deren Vorgängerlinien 6 und 9.

## Fuhrpark
Die NVG besaß im Jahre 2011 insgesamt 16 eigene Busse, davon 2 Gelenkbusse, die sich wie folgt zusammen setzten: 

- 3 Van Hool (BJ 2006)
- 4 Setra S 415 NF (BJ 2008/BJ 2010)
- 5 MB Citaro (BJ 2009/BJ 2011)
- 1 MB O 405 N² (BJ 1999)
- 2 MB O 405 GN² (BJ 1997, Gelenkbus)
- 1 MB O 530 Citaro (BJ 1999)

Die Busse waren auf dem Betriebshof der GöVB in der Gustav-Bielefeld-Str. in Göttingen beheimatet.
Zum 1. Oktober 2015 waren sämtliche Leistungen der NVG ausgeschrieben, es gab aber keinen Zuschlag. Seit dem 1. Oktober 2015 fahren die Göttinger Verkehrsbetriebe alle Leistungen wieder in Eigenregie. Um dies zu bewerkstelligen, kauften die GöVB 9 der 16 Busse und übernahm 31 Busfahrer von der NVG. Der Betrieb der NVG wurde zum 30. September 2015 eingestellt.